# Dyspraxie
Dyspraxie (von griechisch „δυσ-“ dys- (schlechter, krankhafter Normabweichung) und „πραττειν“ (prattein) „handeln“) ist eine lebenslange Koordinations- und Entwicklungsstörung (Entwicklungsdyspraxie). Die Prävalenz liegt bei 1,8–5 % bzw. nach DSM-5 bei 5–8 % für Kinder zwischen 5 und 11 Jahren, 1,8 % der 7-jährigen weisen eine schwere, 3 % eine wahrscheinliche Störung auf. Jungen sind im Verhältnis zwischen 2:1 bis 7:1 häufiger betroffen. Ripley, Daines und Barrett sagen, dass es bei „entwickelter Dyspraxie schwierig ist, seinen eigenen Körper das tun zu lassen, was wir wollen, wenn wir wollen, dass er es tut“. Diese Schwierigkeiten können als signifikant angesehen werden, wenn sie normale Aktivitäten stören, die von Kindern eines gewissen Alters erwartet werden.

## Symptome und Beschwerden
Die weitere Bezeichnung „Syndrom des ungeschickten Kindes“ weist auf die grob- und feinmotorischen Schwierigkeiten des Patienten hin. So fallen z. B. bei freigehaltenen Gliedmaßen choreatische Bewegungen auf und es kommt zu Schwierigkeiten bei der gleichzeitigen Bewegung beider Arme und Beine. Es fällt dem Betroffenen schwer, seine Gliedmaßen so zu bewegen, wie er es will. Die Störung betrifft sowohl die Fähigkeit der Handlungsplanung als auch das Erlernen von Handlung, also die Speicherfunktion im Gehirn für Handeln.

## Ursachen
Die Ursache der entwicklungsbedingten Dyspraxie ist möglicherweise eine Folge unreifer Neuronenentwicklung.
Häufig ist Dyspraxie Teil eines Kontinuums verwandter Koordinations- und Entwicklungsstörungen. Die Dyspraxie ist oft mit anderen Störungen verbunden, beispielsweise mit Autismus, der Dyslexie, Dyskalkulie und der Aufmerksamkeitsdefizit-/Hyperaktivitätsstörung (ADHS).
Auch allgemeine Hypermobilität der Gelenke kann Dyspraxie verursachen, insbesondere bei erblich bedingten Bindegewebsdefekten, wie dem Hypermobilitätssyndrom, Ehlers-Danlos-Syndrom oder dem Marfan-Syndrom.

## Folgen und Komplikationen
Durch die Bewegungsstörungen wird der Alltag (z. B. das Essen, Trinken, Waschen, Anziehen und die Arbeit) stark beeinträchtigt. Dadurch sind die Kinder, später die Jugendlichen bzw. Erwachsenen in allen Handlungen des Alltags signifikant verlangsamt und in den Handlungsergebnissen deutlich unter dem Durchschnitt. Schwierigkeiten zeigen sich auch bei der Reflexion eigener Leistung. Alles scheint in Ordnung, Kritik wird dann meist als Angriff auf die eigene Person gewertet.
Manche der Handlungen fallen aus, werden durch Gedankenspiele, Fantasiegeschichten ersetzt. In der Fantasiebildung liegt häufig eine gute Ressource.
Die motorische Entwicklung ist allgemein verzögert:
Da Handlungen nur erschwert geplant und erlernt werden, sind alle motorischen Entwicklungsschritte verzögert, damit die sensorische Entwicklung. Die Koordination ist erschwert. Folgen davon sind in der weiteren hirnorganischen Entwicklung zu bemerken, da der Reifungsprozess zwingend von sensorischen Impulsen abhängig ist.
Folgen dabei sind auch zusätzliche Schwierigkeiten in Seriation, Raumlage usw., was sich auf Rechtschreibung, Rechnen, also auf die Kulturtechniken allgemein auswirkt.
Motorische Defizite wirken sich im gesamten Leben aus: Es kommt leicht zu Stürzen und Unfällen, z. B. im Bad.
Kinder haben Schwierigkeiten beim Spielen:
Sie setzen Spielimpulse erschwert in Handlungen um, der Spielprozess ist verzerrt oder bleibt aus. Dadurch kommt es zur Verzögerung, Verzerrung in der Spielentwicklung mit allen Folgen auf die gesamte Entwicklung.

### Die schulische Entwicklung
Die geringe Fähigkeit in der Handlungsplanung bewirkt, dass die Voraussetzungen für alle Lernleistungen nur erschwert gegeben sind und dass zusätzlich viel intellektuelle Energie in den kleinen Dingen, die nicht direkt zur Aufgabenbewältigung dienen, gebunden ist (Buch aufschlagen, Heft aufschlagen, Stift aussuchen, bereitlegen, Lineal anlegen usw.).

### Folgen für die psychische Entwicklung
Defizite der Störung sind schwer zu erkennen und werden meist mit Faulheit, Träumerei, Provokation verwechselt. Dadurch sind die Kinder, Jugendlichen, Erwachsenen der permanenten Kritik anderer ausgesetzt. Sie selbst können meist ihre Schwierigkeiten nicht erklären und die anderen deuten sie in moralischer Weise. Das führt zu Selbstzweifel, großen Defiziten im Selbstbild, in der Selbstwerterfahrung. Häufig werden diese eklatanten Minderwertigkeitserfahrungen mit der Flucht nach vorne ausgeglichen. Betroffene stellen sich in ein bewundernswertes Licht, verdrängen ihre Misserfolge, rühmen Leistungen, die offensichtlich nicht vorhanden sind.

### Eltern dyspraktisch auffälliger Kinder
Sie verstehen die eigenen Kinder nicht, können deren Ressourcen und Schwierigkeiten nicht einordnen. Dennoch erkennen die meisten, dass ihre Kinder nicht so dumm sind, wie sie von anderen dargestellt werden. Sie verfallen häufig darin, ihre Kinder in allem zu verteidigen.
Spricht man eingehend mit ihnen über die Störung und deren Auswirkungen, erfährt man eine große Erleichterung bei den Eltern, die zuvor noch alle Anfragen abgewehrt haben. Das ist häufig der Einstieg in eine positive Entwicklung.

### Berufliche Orientierung und Förderung
Da die Jugendlichen und jungen Erwachsenen immer wieder in der Schule versagen und unerklärliche Defizite zeigen, werden sie oft in vermeintlich einfache Ausbildungen gesteckt. Oft ist damit eine Fehlentscheidung verbunden.
Bei der beruflichen Orientierung ist zu erproben, wo die Ressourcen theoretischer Erarbeitung liegen. So kann es z. B. vorkommen, dass zwar ein Jugendlicher sich in großen Häusern nicht orientieren kann, jedoch die Telefonanlage durchschaut, Nummern nach Orten im Haus sortiert, und logisch sinnvoll bedient.

## Behandlung: Förderung und Begegnung
Die Ursachen von Dyspraxie kann man noch nicht behandeln. Man kann jedoch versuchen, die grob- und feinmotorische Koordination zu verbessern, beispielsweise durch Ergotherapie und Krankengymnastik, oder auch Motopädie.
Die Probleme, die beim Essen und Trinken entstehen, können durch gezielte mundmotorische Therapie (z. B. beim Logopäden) behandelt werden.
Es ist hierbei vor allem auf einen ganzheitlichen, die Entwicklung fördernden Ansatz zu achten. Aufgabe des pädagogisch-therapeutischen Gegenüber ist dabei, die Planung für das Handeln des Kindes zu übernehmen, geeignete Methoden für Planung und Erlernen des Geplanten bereitzustellen.
Dabei hat sich Handeln nach Plan bewährt. Das bedeutet, dass die einzelnen Schritte einer Alltagshandlung oder des Spiels in Listen oder einfachen Bilderbüchern aufgeführt werden. Das Kind kann nach diesen Vorlagen meist mehr als doppelt so schnell handeln und lernen. Bei Listen muss eine Möglichkeit zum Abhaken einzelner Schritte gegeben sein, Bücher, Leporellos werden jeweils von Schritt zu Schritt umgeblättert.